# Telephanus pubescens
Telephanus pubescens là một loài bọ cánh cứng trong họ Silvanidae. Loài này được Grouvelle miêu tả khoa học năm 1878.